# باغ‌وحش وکیل‌آباد
باغ‌وحش وکیل‌آباد در جنوب غربی مشهد و هم‌جوار با پارک جنگلی وکیل‌آباد قرار دارد. این باغ‌وحش تنها باغ‌وحش مشهد است. در این باغ‌وحش از انواع گونه‌های جانوری نگهداری می‌شود.

## پیشینه
باغ‌وحش شهر مشهد به سال ۱۳۳۹ توسط محمدعلی آذریان و امیر وجدانی تأسیس گردید که محل آن در محدودهٔ خواجه‌ربیع فعلی قرار داشت. عمده حیوانات باغ‌وحش در ابتدا توسط اسماعیل آذریان با قطار از هند و پاکستان وارد کشور شدند. در سال‌های ابتدایی، برنامه‌های نمایش حیوانات نیز اجرا می‌شد که از جمله برنامه‌های پُرطرفدار، قرار دادن سر انسان در دهان شیر و نبرد با گرگ توسط امیر وجدانی بود.
همچنین با ایجاد شرکت باغ‌وحش وکیل‌آباد در سال ۱۳۵۹ مشهد شاهد ایجاد دوبارهٔ باغ‌وحش در ورودی پارک جنگلی وکیل‌آباد در زمینی به وسعت چهار هکتار بود. این مکان، بزرگ‌ترین باغ‌وحش ایران است و بیشترین حیوانات و گونه‌های جانوری را دارد.

## ویژگی‌ها
باغ‌وحش وکیل‌آباد، تنها باغ‌وحش مشهد و خراسان رضوی است. این باغ‌وحش دارای جانوران گوشتخوار و علف‌خوار، آبزی، خزنده و پرنده است که از جملهٔ آن‌ها می‌توان به شیر، ببر، پلنگ ،خرس، خوک، گراز، گربهٔ وحشی، چهار نوع گوزن، شامپانزه و… اشاره کرد. در این باغ‌وحش برخی جانوران در حال انقراض و برخی جانوران بسیار کمیاب همچون ببشیر (جانور دورگهٔ حاصل جفت‌گیری ببر نر و شیر ماده) نیز یافت می‌شوند.
ببر بنگال، ببر اندونزی، تیزشاخ سفید، قوچ و میش آئوراد، تمساح، لاما (شبیه شتر)، پلنگ آفریقا و سیاه‌گوش از جمله حیواناتی هستند که منحصراً در این مجموعه نگهداری می‌شوند.
طبق آمار، در مجموعهٔ باغ‌وحش مشهد ۱۲۵ گونهٔ جانوری شامل ۴۹ گونه از پرندگان، ۶۱ گونه پستانداران و جوندگان، ۵ گونه خزندگان و ۱۰ گونه آبزیان وجود دارند که جمعاً تعداد آن‌ها به ۸۱۲ فرد می‌رسد. تکثیر گونه‌های در حال انقراض نیز یکی دیگر از فعالیت‌های مهم در باغ‌وحش مشهد محسوب می‌شود.